# Nepenthes macrovulgaris
Nepenthes macrovulgaris är en tvåhjärtbladig växtart som beskrevs av J.R. Turnbull och A.T. Middleton. Nepenthes macrovulgaris ingår i släktet Nepenthes och familjen Nepenthaceae. Inga underarter finns listade i Catalogue of Life.

## Bildgalleri

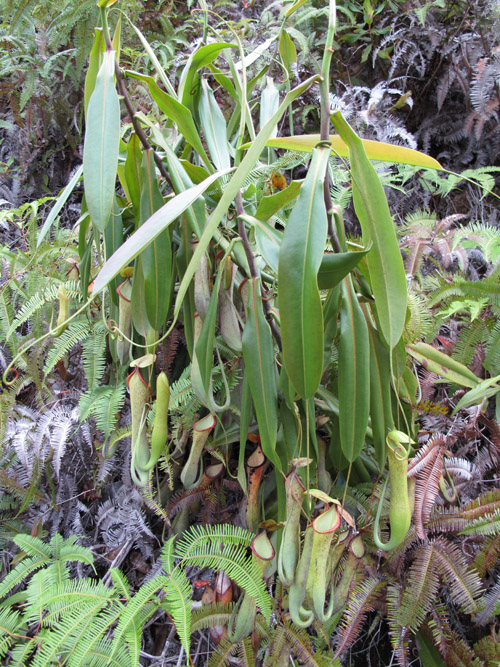
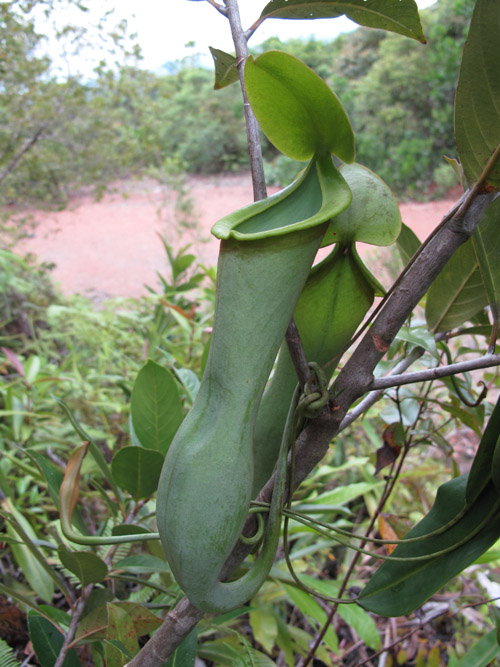
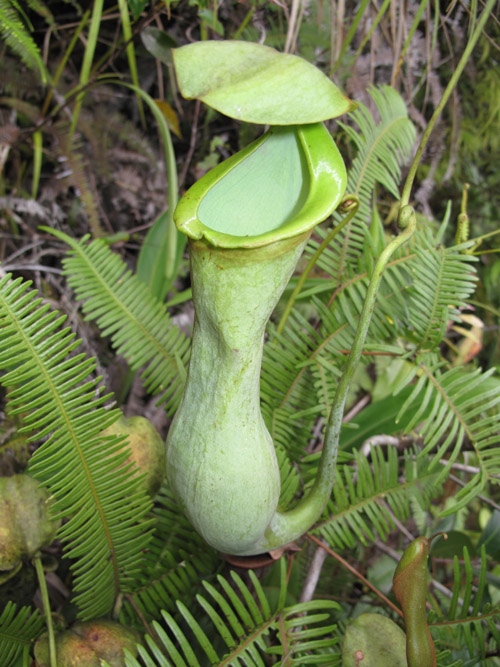
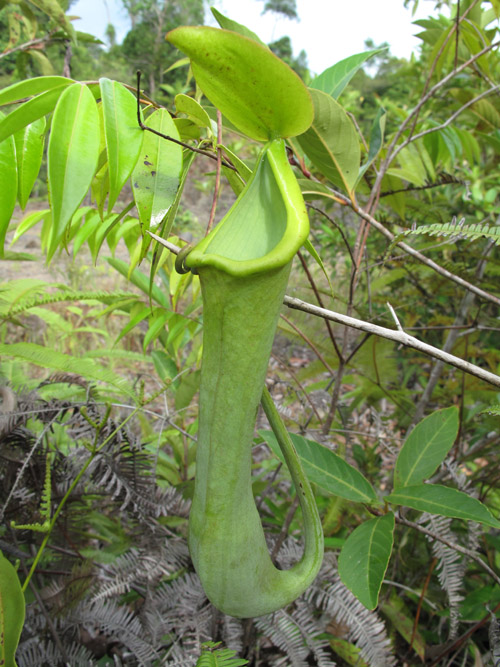
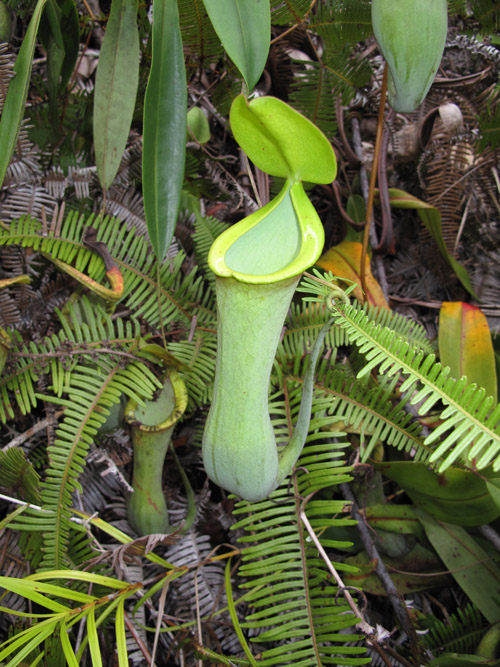
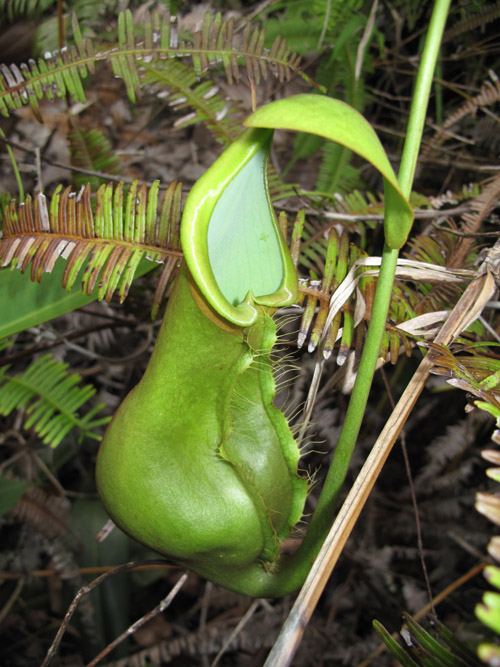